# 鹽湖城禮堂

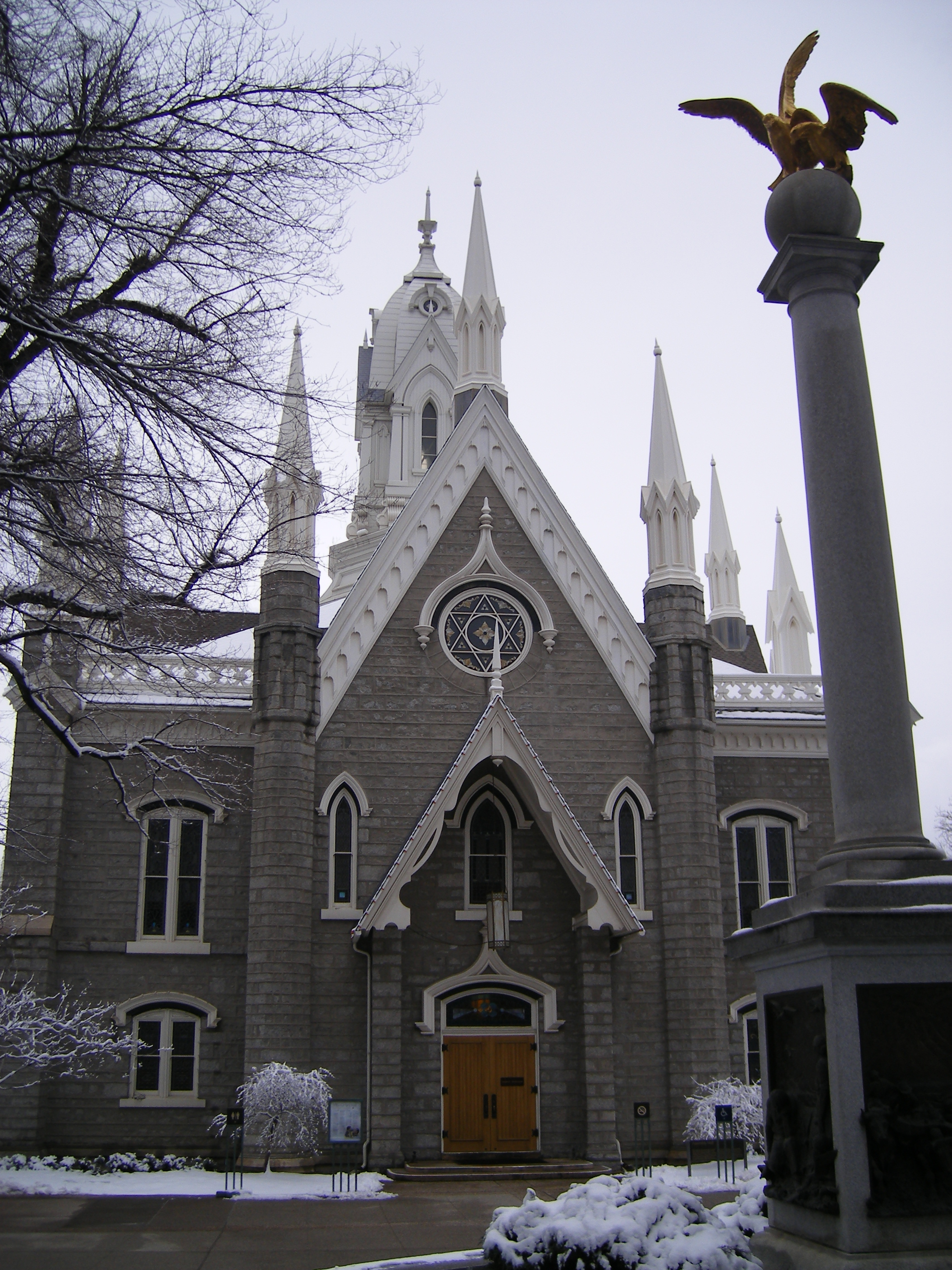

鹽湖城禮堂（Salt Lake Assembly Hall）是位於美國猶他州鹽湖城聖殿廣場的一座耶穌基督後期聖徒教會的禮堂建築，可以容納約1400人。鹽湖城禮堂於1877年8月11日開始建設，在1882年竣工，是聖殿廣場第二座建築。1979年至1983年，鹽湖城禮堂進行了一次全面整修。